# کلیسای سانتا کروچه
کلیسای سانتا کروچه (به ایتالیایی: Basilica di Santa Croce) به معنی کلیسای صلیب مقدس، یکی از ساختمان‌های دیدنی شهر فلورانس ایتالیا است.
در این کلیسا آرامگاه بزرگانی چون میکل آنژ، گالیله، ماکیاولی، فوسکولو، جنتیله، جاکینو روسینی و گولیلمو مارکونی وجود دارد.